# آبشار برخورد

شبیه‌سازی کامپیوتری دینامیک مولکولی کلاسیک از یک آبشار برخورد در طلا ناشی از یک خودپس‌زنی طلای ۱۰ کیلوولت. این یک مورد معمولی از یک آبشار برخورد در رژیم افزایش گرما است. هر کره کوچک موقعیت یک اتم را در یک مقطع با ضخامت لایه ۲ اتمی از یک سلول شبیه‌سازی سه بعدی نشان می‌دهد. رنگ‌ها (در مقیاس لگاریتمی) انرژی جنبشی اتم‌ها را نشان می‌دهند که سفید و قرمز انرژی جنبشی بالایی از ۱۰ کیلو ولت به پایین دارند و آبی کم است.

آبشار برخورد (همچنین به عنوان آبشار جابجایی یا سنبله جابجایی شناخته می‌شود) مجموعه‌ای از برخوردهای پرانرژی مجاور (بسیار بالاتر از انرژی‌های حرارتی معمولی) اتم‌ها است که توسط یک ذره پرانرژی در یک جامد یا مایع ایجاد می‌شود.
اگر حداکثر انرژی اتم یا یون در یک آبشار برخورد بالاتر از انرژی جابجایی آستانه ماده (ده‌ها الکترون ولت یا بیشتر) باشد، برخوردها می‌توانند به‌طور دائمی اتم‌ها را از محل‌های شبکه خود جابجا کرده و نقص ایجاد کنند. اتم پرانرژی اولیه می‌تواند، به عنوان مثال، یونی از یک شتاب‌دهنده ذره، یک پس زدن اتمی باشد که توسط یک نوترون، الکترون یا فوتون پرانرژی در حال عبور ایجاد می‌شود، یا زمانی که یک هسته رادیواکتیو تجزیه می‌شود و به اتم انرژی پس زدگی می‌دهد تولید شود.
ماهیت آبشارهای برخورد می‌تواند به شدت بسته به انرژی و جرم پس زدگی / یون ورودی و چگالی مواد (قدرت توقف) متفاوت باشد.

## آبشارهای خطی

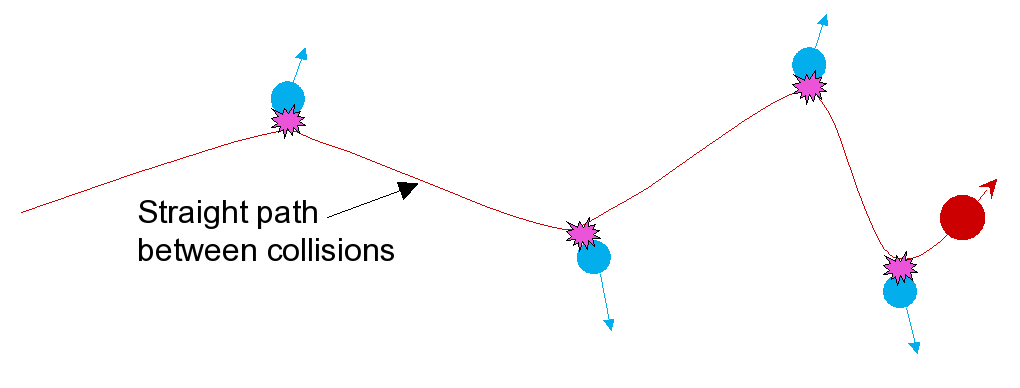
تصویر شماتیک از برخوردهای دوتایی مستقل بین اتم‌ها

هنگامی که جرم پس زدن اولیه/یون کم است، و ماده‌ای که آبشار در آن رخ می‌دهد چگالی پایینی دارد (یعنی ترکیب ماده پس‌زن دارای قدرت توقف پایینی است)، برخورد بین پس‌زدگی اولیه و اتم‌های نمونه به ندرت رخ می‌دهد، و می‌تواند به خوبی به عنوان دنباله ای از برخوردهای دوتایی مستقل بین اتم‌ها شناخته شده‌است. این نوع آبشار را می‌توان از لحاظ نظری با استفاده از رویکرد شبیه‌سازی تقریب برخورد دودویی (BCA) به خوبی درمان کرد. به عنوان مثال، یون‌های H و He با انرژی کمتر از ۱۰ کیلو ولت می‌توان انتظار داشت که منجر به آبشارهای خطی صرفاً در همه مواد شود.

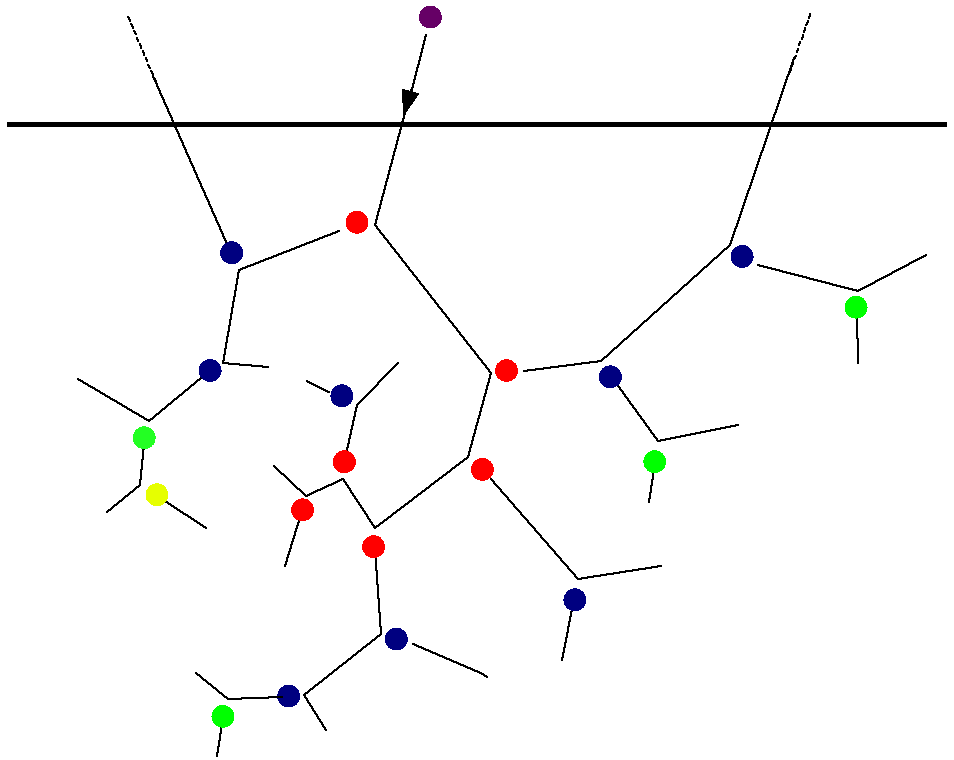
تصویر شماتیک از یک آبشار برخورد خطی. خط ضخیم موقعیت سطح را نشان می‌دهد و خطوط نازک‌تر مسیر حرکت بالستیک اتم‌ها از ابتدا تا زمانی که در ماده متوقف شوند را نشان می‌دهد. دایره بنفش یون ورودی است. دایره‌های قرمز، آبی، سبز و زرد به ترتیب عقب‌نشینی‌های اولیه، ثانویه، سوم و چهارم را نشان می‌دهند. در بین برخوردهای بالستیک، یون‌ها در یک مسیر مستقیم حرکت می‌کنند.

متداول‌ترین کد BCA SRIM را می‌توان برای شبیه‌سازی آبشارهای برخورد خطی در مواد نامنظم برای همه یون‌ها در همه مواد تا انرژی‌های یونی 1 GeV استفاده کرد. البته توجه داشته باشید که SRIM اثراتی مانند آسیب ناشی از رسوب انرژی الکترون یا آسیب ناشی از الکترون‌های برانگیخته را درمان نمی‌کند. قدرت‌های توقف هسته ای و الکترونیکی مورد استفاده به‌طور متوسط با آزمایش‌ها مطابقت دارند و بنابراین کاملاً دقیق نیستند. قدرت توقف الکترونیکی را می‌توان به آسانی در شبیه‌سازی تقریب برخورد باینری یا دینامیک مولکولی (MD) گنجاند. در شبیه‌سازی‌های MD می‌توان آنها را به عنوان نیروی‌های اصطکاکی یا به روشی پیشرفته تر با پیروی از گرمایش سیستم‌های الکترونیکی و جفت شدن درجات آزادی الکترونیکی و اتمی وارد کرد. با این حال، ابهاماتی در مورد حد کم انرژی مناسب قدرت توقف الکترونیکی یا جفت الکترون-فونون وجود دارد.
در آبشارهای خطی، مجموعه‌ای از پس زدن‌های تولید شده در نمونه را می‌توان به‌عنوان دنباله‌ای از نسل‌های پس‌زدگی، بسته به تعداد مراحل برخورد از زمان برخورد اولیه، توصیف کرد: اتم‌های ضربه‌ای اولیه (PKA)، اتم‌های ضربه‌ای ثانویه (SKA) اتم‌های ضربه ای سوم (TKA) و غیره. از آنجایی که بسیار بعید است که تمام انرژی به یک اتم ضربه‌ای منتقل شود، هر نسل از اتم‌های پس‌زن به‌طور متوسط انرژی کمتری نسبت به قبلی دارند و در نهایت انرژی‌های اتم ضربه‌ای برای تولید آسیب به زیر انرژی جابجایی آستانه می‌روند. در این مرحله دیگر آسیبی نمی‌تواند ایجاد شود.

## افزایش گرما (سنبله‌های حرارتی)
هنگامی که یون به اندازه کافی سنگین و پرانرژی باشد و مواد متراکم باشد، برخورد بین یون‌ها ممکن است آنقدر نزدیک به یکدیگر رخ دهد که نمی‌توان آنها را مستقل از یکدیگر در نظر گرفت. در این مورد، فرایند به فرایند پیچیده‌ای از برهمکنش‌های چند جسمی بین صدها و ده‌ها هزار اتم تبدیل می‌شود که نمی‌توان با BCA درمان کرد، اما می‌توان با استفاده از روش‌های دینامیک مولکولی مدل‌سازی کرد.

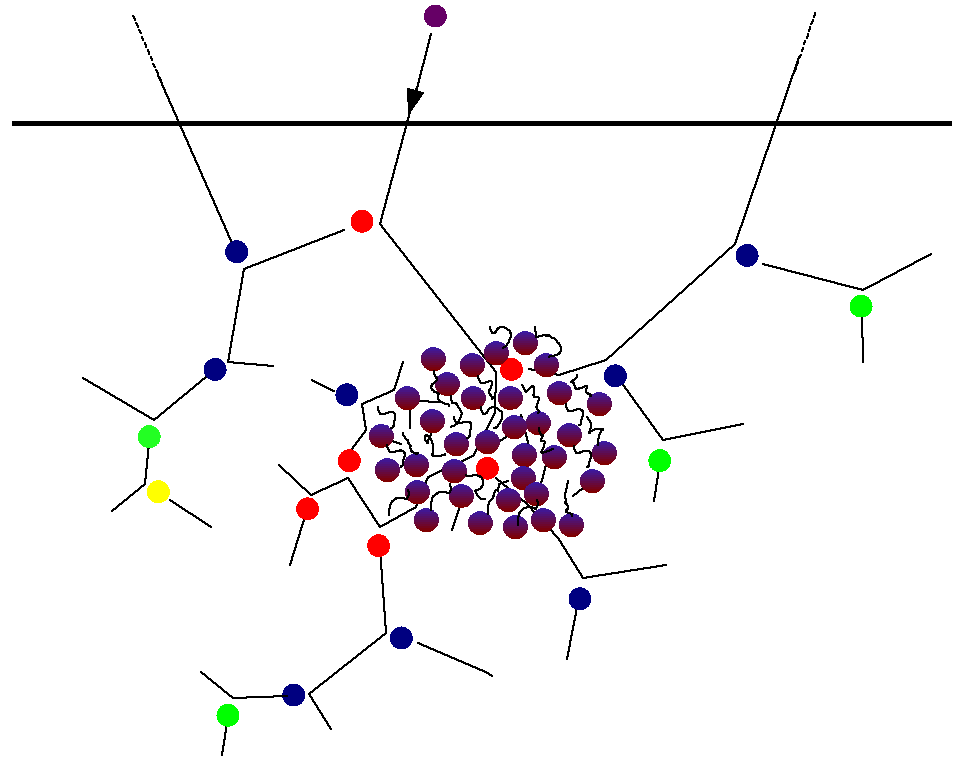
همان‌طور که در بالا گفته شد، اما در وسط منطقه برخوردها به قدری متراکم شده‌است که چندین برخورد همزمان رخ می‌دهد که به آن سنبله‌های حرارتی می‌گویند. در این منطقه یونها در مسیرهای پیچیده حرکت می‌کنند و نمی‌توان ترتیب عددی پس زدن را تشخیص داد - از این رو اتم‌ها با مخلوطی از قرمز و آبی رنگ می‌شوند.

به‌طور معمول، یک سنبله گرما با تشکیل یک منطقه کم متراکم گذرا در مرکز آبشار، و یک منطقه بیش از حد متراکم در اطراف آن مشخص می‌شود. پس از آبشار، منطقه بیش از حد متراکم به نقص بین بافتی تبدیل می‌شود و منطقه کم متراکم معمولاً به منطقه خالی تبدیل می‌شود.
اگر انرژی جنبشی اتم‌ها در ناحیه برخوردهای متراکم دوباره به دما محاسبه شود (با استفاده از معادله اصلی E = ۳/۲·N·k B T)، متوجه می‌شویم که انرژی جنبشی بر حسب واحد دما در ابتدا از مرتبه 10000 K است. به همین دلیل، منطقه را می‌توان بسیار گرم در نظر گرفت، و به همین دلیل آن را یک سنبله حرارتی یا سنبله حرارتی می نامند (این دو عبارت معمولاً معادل در نظر گرفته می‌شوند). سنبله گرما در ۱ تا ۱۰۰ ثانیه تا دمای محیط خنک می‌شود، بنابراین «دما» در اینجا با دمای تعادل ترمودینامیکی مطابقت ندارد. با این حال، نشان داده شده‌است که پس از حدود ۳ ارتعاش شبکه، توزیع انرژی جنبشی اتم‌ها در یک سنبله گرما دارای توزیع ماکسول-بولتزمن است، که استفاده از مفهوم دما را تا حدودی توجیه می‌کند. علاوه بر این، آزمایش‌ها نشان داده‌اند که یک سنبله گرما می‌تواند یک انتقال فاز ایجاد کند که مشخص است به دمای بسیار بالایی نیاز دارد، که نشان می‌دهد مفهوم دمای (غیر تعادلی) واقعاً در توصیف آبشارهای برخورد مفید است.
در بسیاری از موارد، شرایط تابش یکسان ترکیبی از آبشارهای خطی و اسپایک‌های حرارتی است. برای مثال، یون‌های مس ۱۰ مگا ولتی که مس را بمباران می‌کنند، ابتدا در شبکه در یک رژیم آبشاری خطی حرکت می‌کنند، زیرا قدرت توقف هسته‌ای کم است. اما هنگامی که یون مس به اندازه کافی کند شود، قدرت توقف هسته ای افزایش می‌یابد و یک موج گرما تولید می‌شود. علاوه بر این، بسیاری از پس زدگی‌های اولیه و ثانویه یون‌های ورودی احتمالاً دارای انرژی در محدوده KeV هستند و بنابراین یک موج گرما ایجاد می‌کنند.
به عنوان مثال، برای تابش مس از مس، انرژی‌های پس زدگی در حدود ۵–۲۰ کو تقریباً تضمین شده‌است که باعث ایجاد گرما می‌شود. در انرژی‌های پایین‌تر، انرژی آبشاری برای ایجاد یک ناحیه مایع مانند بسیار کم است. در انرژی‌های بسیار بالاتر، یون‌های مس به احتمال زیاد در ابتدا به یک آبشار خطی منتهی می‌شوند، اما پس‌کش‌ها می‌توانند منجر به افزایش گرما شوند، همان‌طور که یون اولیه پس از کاهش سرعت به اندازه کافی منجر به افزایش گرما می‌شود. مفهوم انرژی آستانه شکست زیرآبشاری انرژی را نشان می‌دهد که در بالای آن یک پس زدن در یک ماده به احتمال زیاد به جای یک بار متراکم، چندین نوک حرارتی جدا شده ایجاد می‌کند.
انیمیشن‌های مبتنی بر شبیه‌سازی رایانه‌ای از آبشارهای برخورد در رژیم افزایش گرما در YouTube در دسترس هستند.

### سنبله‌های حرارتی یون سنگین سریع
یون‌های سنگین سوئیفت، به عنوان مثال یون‌های سنگین MeV و GeV که توسط یک توقف الکترونیکی بسیار قوی آسیب ایجاد می‌کنند، همچنین می‌توانند باعث ایجاد سنبله‌های حرارتی به این معنا که منجر به گرمایش شبکه قوی و یک منطقه اتمی بی‌نظم گذرا می‌شوند. با این حال، حداقل مرحله اولیه آسیب ممکن است از نظر مکانیزم انفجار کولن بهتر درک شود. صرف نظر از اینکه مکانیسم گرمایش چیست، به خوبی ثابت شده‌است که یون‌های سنگین سریع در عایق‌ها معمولاً مسیرهای یونی ایجاد می‌کنند که مناطق آسیب استوانه ای طولانی با چگالی کاهش یافته را تشکیل می‌دهند.

## مقیاس زمانی
برای درک ماهیت آبشار برخورد، دانستن مقیاس زمانی مرتبط بسیار مهم است. فاز بالستیک آبشار، زمانی که یون/پس‌زن اولیه و پس‌زدگی‌های اولیه و مرتبه پایین‌تر آن انرژی بسیار بالاتری از انرژی جابجایی آستانه دارند، معمولاً 0.1-0.5 ps طول می‌کشد. اگر یک سنبله گرما ایجاد شود، می‌تواند حدود ۱ تا ۱۰۰ ثانیه زنده بماند تا زمانی که دمای سنبله اساساً به دمای محیط کاهش یابد. خنک شدن آبشار از طریق رسانایی حرارتی شبکه و رسانایی گرمایی الکترونیکی پس از اینکه زیرسیستم یونی داغ سیستم الکترونیکی را از طریق جفت شدن الکترون-فونون گرم کرد، اتفاق می‌افتد. متأسفانه سرعت جفت شدن الکترون-فونون از سیستم یونی داغ و نامنظم به خوبی شناخته نشده‌است، زیرا نمی‌توان با فرایند نسبتاً شناخته شده انتقال گرما از الکترون‌های داغ به ساختار بلوری دست نخورده برخورد کرد. در نهایت، فاز آرامش آبشار، زمانی که عیوب تشکیل‌شده احتمالاً دوباره ترکیب می‌شوند و مهاجرت می‌کنند، می‌تواند از چند ثانیه تا بی‌نهایت، بسته به ماده، ویژگی‌های مهاجرت و نوترکیب عیب آن، و دمای محیط طول بکشد.

## جلوه‌ها

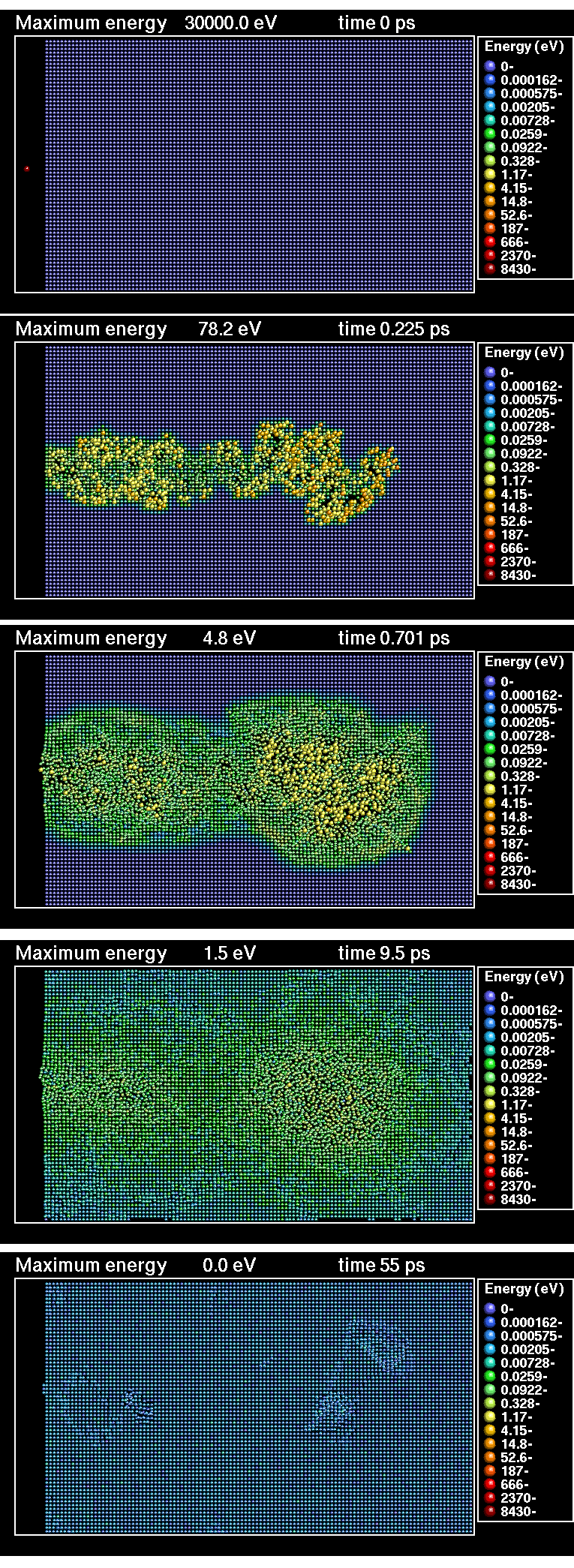
توالی تصویری از توسعه زمانی یک آبشار برخورد در رژیم افزایش گرما تولید شده توسط یک یون Xe 30 keV که بر روی طلا تحت شرایط کانال‌گذاری تأثیر می‌گذارد. تصویر با شبیه‌سازی دینامیک مولکولی کلاسیک یک آبشار برخورد تولید می‌شود. تصویر مقطعی از دو لایه اتمی را در وسط یک سلول شبیه‌سازی سه بعدی نشان می‌دهد. هر کره موقعیت یک اتم را نشان می‌دهد و رنگ‌ها انرژی جنبشی هر اتم را همان‌طور که با مقیاس سمت راست نشان می‌دهد نشان می‌دهد. در پایان، هم نقص نقطه و هم حلقه‌های دررفتگی باقی می‌مانند.

### تولید خسارت
از آنجایی که انرژی‌های جنبشی در یک آبشار می‌تواند بسیار زیاد باشد، می‌تواند ماده را به صورت محلی خارج از تعادل ترمودینامیکی هدایت کند. به‌طور معمول این منجر به تولید نقص می‌شود. عیوب می‌توانند مثل عیوب نقطه ای مانند جفت فرنکل، حلقه‌های نابجایی منظم یا نامنظم، گسل‌های انباشته، یا مناطق آمورف باشند. تابش طولانی مدت بسیاری از مواد می‌تواند منجر به آمورفیزاسیون کامل آنها شود، اثری که به‌طور منظم در حین دوپینگ کاشت یون تراشه‌های سیلیکون رخ می‌دهد.
تولید عیوب می‌تواند مضر باشد، مانند در راکتورهای شکافت هسته ای و همجوشی که در آن نوترون‌ها به آرامی خواص مکانیکی مواد را کاهش می‌دهند، یا یک اثر اصلاحی مفید و مطلوب مواد، به عنوان مثال، زمانی که یون‌ها برای سرعت بخشیدن به ساختارهای چاه کوانتومی نیمه هادی وارد می‌شوند. عملکرد لیزر یا برای تقویت نانولوله‌های کربنی.
یکی از ویژگی‌های عجیب آبشارهای برخورد این است که میزان آسیب نهایی تولید شده ممکن است بسیار کمتر از تعداد اتم‌هایی باشد که در ابتدا تحت تأثیر امواج گرما قرار گرفتند. به خصوص در فلزات خالص، تولید آسیب نهایی پس از فاز افزایش حرارت می‌تواند مرتبه ای کوچکتر از تعداد اتم‌های جابجا شده در سنبله باشد. از سوی دیگر، در نیمه هادی‌ها و سایر مواد با پیوند کووالانسی، تولید آسیب معمولاً مشابه تعداد اتم‌های جابجا شده‌است. مواد یونی می‌توانند مانند فلزات یا نیمه هادی‌ها با توجه به کسری از آسیب دوباره ترکیب شوند.

### عواقب دیگر
آبشارهای برخورد در مجاورت یک سطح اغلب منجر به کندوپاش می‌شود، هم در رژیم خوشه خطی و هم در رژیم سنبله گرما. جهش‌های گرما در نزدیکی سطوح نیز اغلب منجر به تشکیل دهانه می‌شود. این دهانه توسط جریان مایع اتم‌ها ایجاد می‌شود، اما اگر اندازه پرتابه تقریباً بیش از ۱۰۰۰۰۰ اتم باشد، مکانیسم تولید دهانه به همان مکانیسم دهانه‌های ماکروسکوپی تولید شده توسط گلوله‌ها یا سیارک‌ها تغییر می‌کند.
این واقعیت که بسیاری از اتم‌ها توسط یک آبشار جابه‌جا می‌شوند به این معنی است که یون‌ها را می‌توان برای مخلوط کردن عمدی مواد، حتی برای موادی که معمولاً از نظر ترمودینامیکی غیرقابل اختلاط هستند، استفاده کرد. این اثر به اختلاط پرتو یونی معروف است.
ماهیت غیرتعادلی تابش می‌تواند برای بیرون راندن مواد از تعادل ترمودینامیکی و در نتیجه تشکیل انواع جدیدی از آلیاژها استفاده شود.